# Дахла (оазис)
Да́хла (араб. داخلة‎) — оазис в Египте, центр района в губернаторстве Новая Долина. Оазис расположен в Ливийской пустыне, примерно в 350 км к западу от долины Нила, между двумя другими оазисами — Фарафрой и Харгой. В оазисе расположены 17 деревень с общим населением около 70 000 жителей. Основные поселения:
- Мут — центр оазиса, назван в честь богини фиванской триады. Этнографический музей. Население 20 439 жителей (2006).
- Эль-Каср — средневековый глиняный город-крепость. Центр народных промыслов.
- Эль-Каламун

Оазис простирается на 80 км с запада на восток и на 25 км с севера на юг. Имеется небольшой аэропорт.
Местные феллахи выращивают тутовник, финиковую пальму, инжир и цитрусовые, в постоянной борьбе с наступлением песчаных дюн.
В оазисе Дахла в формации Quseir палеонтологи обнаружили останки динозавра-зауропода вида Mansourasaurus shaninae (MUVP 201) из клады Lithostrotia, жившего ок. 80 млн лет назад (кампанский век).

## Этимология
Арабское (в единственном числе) слово عاحة означает зеленое пятно в пустыне или на бесплодной земле.

## Географияи и климат
Оазис Дахла состоит из нескольких населённых пунктов, расположенных вдоль цепочки оазисов. Основными населёнными пунктами являются Мут, Эль-Масара, Эль-Каср, а также несколько небольших деревень.
В оазисе Дахла жаркий пустынный климат (BWh) по классификации климата Кёппена, типичный для большей части Египта.
| Показатель                    | Янв. | Фев. | Март | Апр. | Май  | Июнь | Июль | Авг. | Сен. | Окт. | Нояб. | Дек. | Год  |
| ----------------------------- | ---- | ---- | ---- | ---- | ---- | ---- | ---- | ---- | ---- | ---- | ----- | ---- | ---- |
| Абсолютный максимум, °C       | 33,2 | 40,1 | 44,8 | 46,1 | 48,0 | 49,5 | 45,2 | 45,5 | 45,2 | 44,2 | 39,3  | 32,9 | 49,5 |
| Средний суточный максимум, °C | 21,5 | 24,0 | 28,1 | 33,6 | 37,3 | 38,9 | 39,0 | 38,4 | 36,4 | 32,9 | 27,1  | 22,8 | 31,7 |
| Средняя температура, °C       | 12,0 | 14,2 | 18,3 | 23,6 | 28,4 | 30,8 | 30,9 | 30,4 | 28,4 | 24,3 | 18,1  | 13,7 | 22,8 |
| Средний суточный минимум, °C  | 3,5  | 5,1  | 8,7  | 13,4 | 18,3 | 21,6 | 22,3 | 21,6 | 20,2 | 16,2 | 9,9   | 5,3  | 13,8 |
| Абсолютный минимум, °C        | −3,9 | −3,8 | −0,8 | 2,1  | 7,4  | 12,4 | 15,4 | 15,2 | 12,2 | 7,7  | 1,0   | −2,1 | −3,9 |
| Норма осадков, мм             | 0    | 0    | 0    | 0    | 0    | 0    | 0    | 0    | 0    | 0    | 0     | 0    | 0    |
| Источник: NOAA                |      |      |      |      |      |      |      |      |      |      |       |      |      |

## История

### Доисторический период
Начало заселения оазиса происходило еще в плейстоцене, когда там осели кочевые племена и местный климат был более влажным. Около 6000 лет назад Сахара стала более засушливой, став бесплодной пустыней (менее 50 мм осадков в год). Тем не менее, учёные полагают, что заселение Дахлы продолжалось в голоцене (около 12 000 лет назад), во время нечастых периодов увеличения влажности. Сухой климат не означает полного отсутствия источников воды, в Ливийской пустыне до сих пор сохранились значительные запасы подземных вод. Первые же поселенцы оазиса имели доступ к источникам поверхностных вод.
На самом деле, более сухой климат не означал, что в так называемой Западной пустыне было больше воды, чем сегодня. Юг Ливийской пустыни обладает самыми важными в мире запасами подземных вод благодаря Нубийскому водоносному слою, и первые жители оазиса имели доступ к поверхностным источникам воды. В третьем тысячелетии до нашей эры здесь, вероятно, жил кочевой народ культуры Муфтаха.

### Период фараонов
Первые контакты между государством фараонов и оазисом начались около 2550 года до н. э.
В конце VI династии иератические письмена иногда вырезались на глиняных табличках стилосом, подобно клинописи. Около пятисот таких табличек были обнаружены в оазисе во дворце местного наместника в Айн-Асиле (Балат). В то время, когда были изготовлены таблички, Дахла находилась далеко от центров производства папируса. На этих табличках содержатся описи, списки имён, счета и около пятидесяти писем. В 938 году до н.э. (5 год Шешонка I) — египетский чиновник Вайхесет воздвигает «Большую стелу из Дахлы».

### Дейр-эль-Хагар
Дейр-эль-Хагар (масри دير الحجر «Каменный монастырь», с египетского языка «Сиуа») — это римский храм из песчаника на западной окраине оазиса Дахла, примерно в 10 км от Каср-ад-Дахлы. Храм был возведён во времена правления римского императора Нерона и украшен во времена Веспасиана, Тита и Домициана. Храм был посвящён фиванской триаде, состоящей из Амона-Ра, Мута и Хонсу, а также Сету, главному божеству региона.
- Врата храма
- Римский император как фараон, совершающий подношения Исиде и Осирису
- Граффити с Сераписом, бараном и бабуином

### Каср ад-Дахла
Каср ад-Дахла (масри قصر الداخلة, «крепость») — это укреплённый исламский город, который был построен в XII веке на руинах римского форта на северо-западе оазиса султанами Египта из династии Айюбидов. Многие из четырехэтажных османских и мамлюкских зданий из сырцового кирпича высотой до четырёх этажей состоят из каменных блоков с иероглифами из древнего храма Тота в близлежащем городе Амхейда. Трёхэтажный минарет высотой 21 метр датируется 924 годом.
- Общий вид Каср-эль-Дахлы
- Улицы Аль-Касра
- Минарет Абйюбидов
- Перемычка в Каср-эль-Дахле
- Иероглифические надписи
- Внутри мечети Наср эль-Дин
- Глиняный дом

### После 1800 года
Первым европейским путешественником, открывшим Дахлу стал сэр Арчибальд Эдмонстоун, это произошло в 1819 году. За ним последовали несколько других ранних путешественников, среди которых был Фридрих Герхард Ролфс в 1873–1874 годах. Вслед за ним там побывали ещё несколько путешественников, однако лишь в 1908 году первый египтолог, Герберт Уинлок, оставил после себя более-менее систематизированные заметки о достопримечательностях оазиса. В 1950-х начались подробные исследования благодаря д-ру Ахмеду Фахри, а также в конце 1970-х стараниями Французского института восточной археологии и проекту «Оазис Дахла».

### Недавние открытия
В августе 2017 года археологи из Министерства по делам древностей объявили об обнаружении пяти глинобитных гробниц в Бир-эш-Шагале, возраст которых составляет почти 2000 лет. Исследователи также обнаружили поношенные маски, позолоченные золотом, несколько больших кувшинов и глиняную посуду с неразгаданными древнеегипетскими письменами на ней.
Некоторые гробницы очень большие и содержат несколько погребальных камер, в то время как одна гробница имеет крышу в форме пирамиды, а некоторые из них со сводчатыми крышами.

## Палеогенетика
У образцов из римско-христианского кладбища Kellis 2 (K2) определена митохондриальная гаплогруппа U1a1a. Этот результат указывает, что влияние Ближнего Востока, ранее идентифицированное в Абусир-эль-Мелек, также присутствовало на юге Древнего Египта в древнем Келлисе во время римско-христианского периода.

## Проект «Оазис Дахла»
Проект «Оазис Дахла» (DOP) – это долгосрочный проект по изучению оазиса Дахла и окружающего его палеоазиса, начатый в 1978 году, когда Королевский музей Онтарио и Общество по изучению египетских древностей получили совместную концессию на часть оазиса. В 1979 году Центр археологии и древней истории Университета Монаша начал сотрудничать в этом проекте.
Программа DOP изучает взаимосвязь между изменениями окружающей среды и деятельностью человека в оазисе Дахла. Раскопки в Исмант-эль-Харабе (древний Келлис), Мут-эль-Харабе (древний Мотис), Дейр-Абу-Метте и Музавве были проведены в сотрудничестве с университетом Монаша. DAP также проводила раскопки в Айн-эль-Газзарине, Эль-Каср-эль-Дахиле, Дейр-эль-Хагаре и Айн-Бирбии.
В 1985 году Лех Кржижаняк, тогдашний директор археологического музея в Познани, под эгидой Польского центра средиземноморской археологии Варшавского университета создал группу петроглифов в рамках проекта «Оазис Дахлех». Сначала исследования петроглифов были сосредоточены на восточной части оазиса, где наскальные рисунки были задокументированы археологами ещё до Второй мировой войны (Герберт Винлок и Ганс Александр Винклер). Экспедиция создала систематизированную документацию как по изображениям, упомянутым ранее в литературе, так и по вновь обнаруженным. Аэрофотоснимки оказались полезными в этой работе. Затем, под руководством Михала Кобусевича из Института археологии и этнологии Польской академии наук, внимание было привлечено к району центрального оазиса, где было обнаружено 270 новых петроглифов. Нынешний директор отдела петроглифов Павел Польковски из Археологического музея в Познани расширил область исследования и создал карту, показывающую расположение более 1300 панелей с наскальными рисунками. Изображения датируются доисторическим периодом и включают изображения животных и людей (часто беременных женщин), иероглифы и бедуинские знаки.
Кроме того, под эгидой Французского института восточной археологии были проведены раскопки в Амхейде и Балате. В 2018 году здесь были обнаружены окаменелые останки крупного динозавра. В 2019 году на месте археологических раскопок Бер-эль-Шагала были обнаружены две древние гробницы, которые относятся ко времени римского Египта.

## Фонд Дахла
Фонд «Дахла» был создан в 1999 году и является зарегистрированной в Великобритании благотворительной организацией. Его заявленная цель – способствовать пониманию истории окружающей среды и культурной эволюции на протяжении четвертичного периода в Восточной Сахаре, и в частности в оазисе Дахла. С этой целью нынешние попечители взяли на себя обязательство поддерживать DOP.